# Eidenberg
Eidenberg è un comune austriaco di 2 064 abitanti nel distretto di Urfahr-Umgebung, in Alta Austria.